# Sidney Amaral
Sidney Amaral (São Paulo, 13 de maio de 1973 - São Paulo, 20 de maio de 2017) foi um professor e artista plástico formado pela Fundação Armando Álvares Penteado (FAAP).

## Biografia
Foi aluno de Ana Maria Tavares (Museu Brasileiro de Escultura - MUBE). Estudou pintura acadêmica e fotografia. Seu trabalho consistia basicamente de apropriações de objetos prosaicos recriados em bronze, mas também trabalhava com mármore, resina e porcelana.
Participou de várias exposições coletivas e individuais, tais como Encontro entre dois mares (Bienal de Valência, em 2007), Réplica e Rebeldia – Exposição Intinerante Com Artistas de Angola, Brasil, Cabo Verde e Moçambique (Museu Nacional de Arte de Maputo em 2006), Siexpo – Museu de História Natural (Luanda, Angola em 2006), Museu de Arte Moderna da Bahia (MAM em 2006), Museu de Arte Moderna do Rio de Janeiro (MAM-RJ em 2006), "Viva Cultura, Viva Do Povo Brasileiro": um olhar sobre a arte brasileira (Museu Afro Brasil, SP em 2006), Negras Memórias: Memórias De Negros (Museu Oscar Niemayer, PR em 2005/06), Coletiva Programa de Exposições (Centro Cultural São Paulo em 2001). Individualmente, expôs na III Mostra do Programa de Exposições no Centro Cultural de São Paulo 2001. Obteve o Prêmio Aquisição no III Salão de Artes Plásticas de Americana em (2000). Em janeiro de 2017 descobriu um tumor cancerígeno incurável no pâncreas, no qual fez tratamentos paliativos priorizando prolongar sua vida com a melhor qualidade e menos dores possíveis. Faleceu dia 20 de maio de 2017, aos 44 anos de idade.